# Elymus apricus
Elymus apricus là một loài thực vật có hoa trong họ Hòa thảo. Loài này được Á.Löve & Connor mô tả khoa học đầu tiên năm 1982.